# Yuanmingyuan

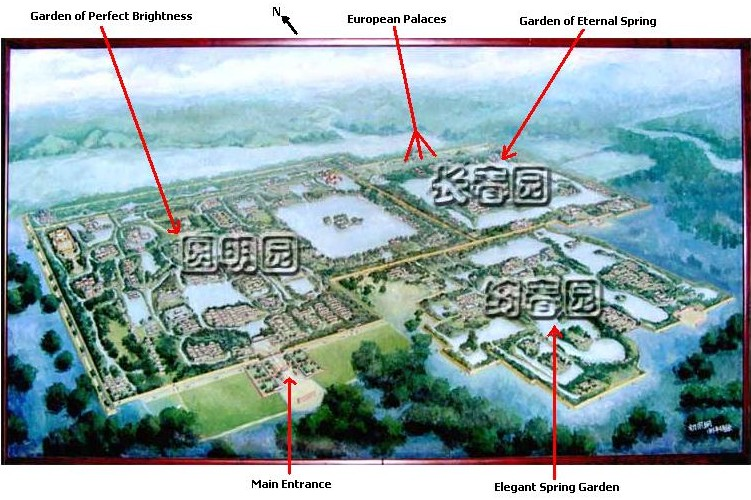
Historyczny wygląd Yuanmingyuanu

Yuanmingyuan (chin. trad. 圓明園, chin. upr. 圆明园, pinyin Yuánmíngyuán) – dawny kompleks parkowo-pałacowy, stanowiący letnią rezydencję cesarzy z dynastii Qing, znajdujący się w Pekinie nieopodal jeziora Kunming, na północny zachód od Miasta Cesarskiego. Doszczętnie zniszczony przez wojska cudzoziemskie w czasie II wojny opiumowej w 1860 roku. Do dzisiaj zachowały się jego rozległe ruiny. Nazwa Yuanmingyuan oznacza Ogród Doskonałości i Blasku.
Cały kompleks liczył 10 kilometrów długości i obejmował powierzchnię ponad 800 hektarów na której znajdowało się około 200 budynków. Składał się z trzech samodzielnych ogrodów: Ogrodu Doskonałości i Blasku (chin. trad. 圓明園, chin. upr. 圆明园, pinyin Yuánmíngyuán), Ogrodu Wiecznej Wiosny (chin. upr. 长春园, chin. trad. 長春園, pinyin Chángchūnyuán) i Wytwornego Ogrodu Wiosny (chin. upr. 绮春园, chin. trad. 綺春園, pinyin Qǐchūnyuán).

## Historia budowy

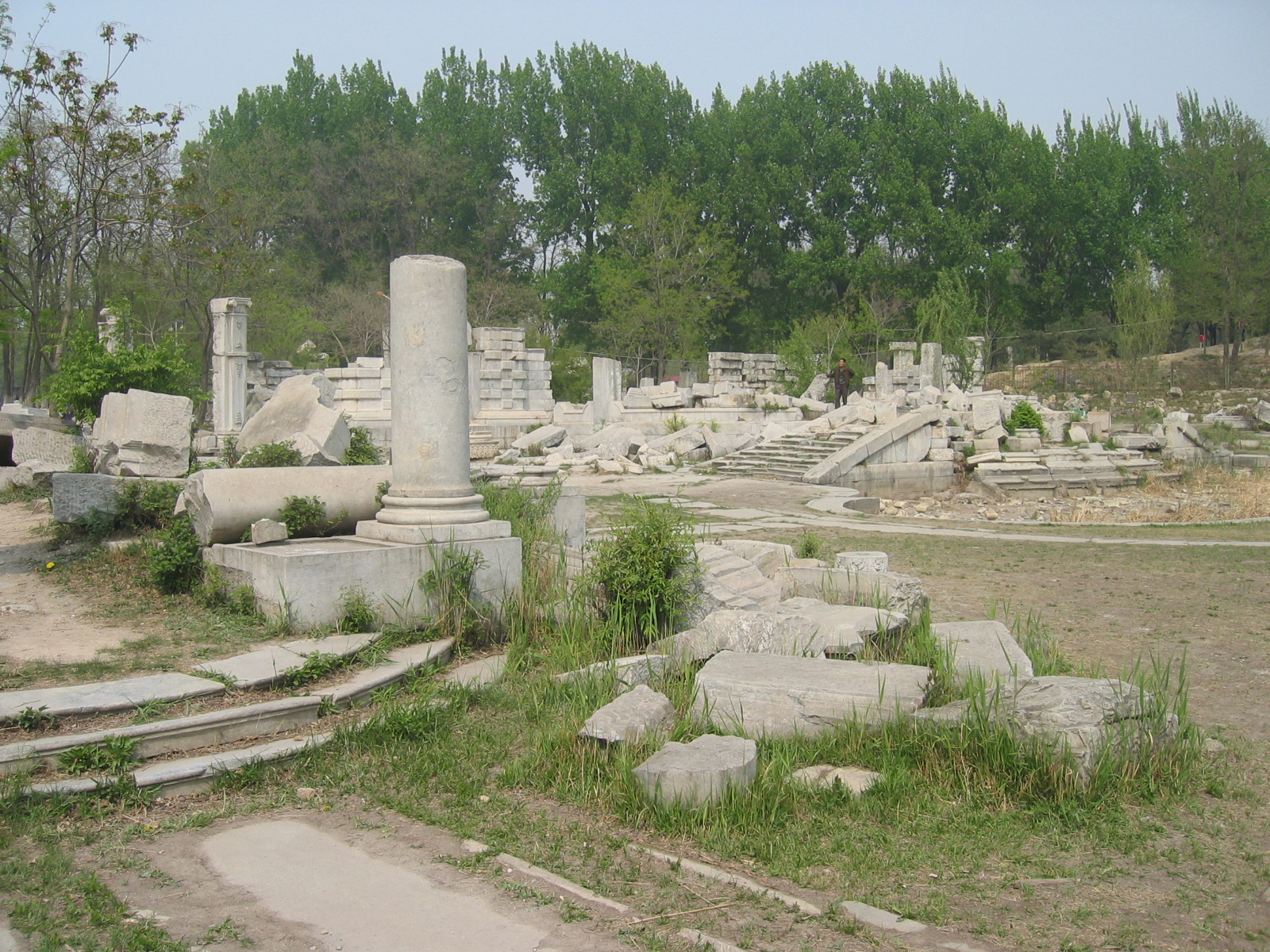
Ruiny dawnych budowli

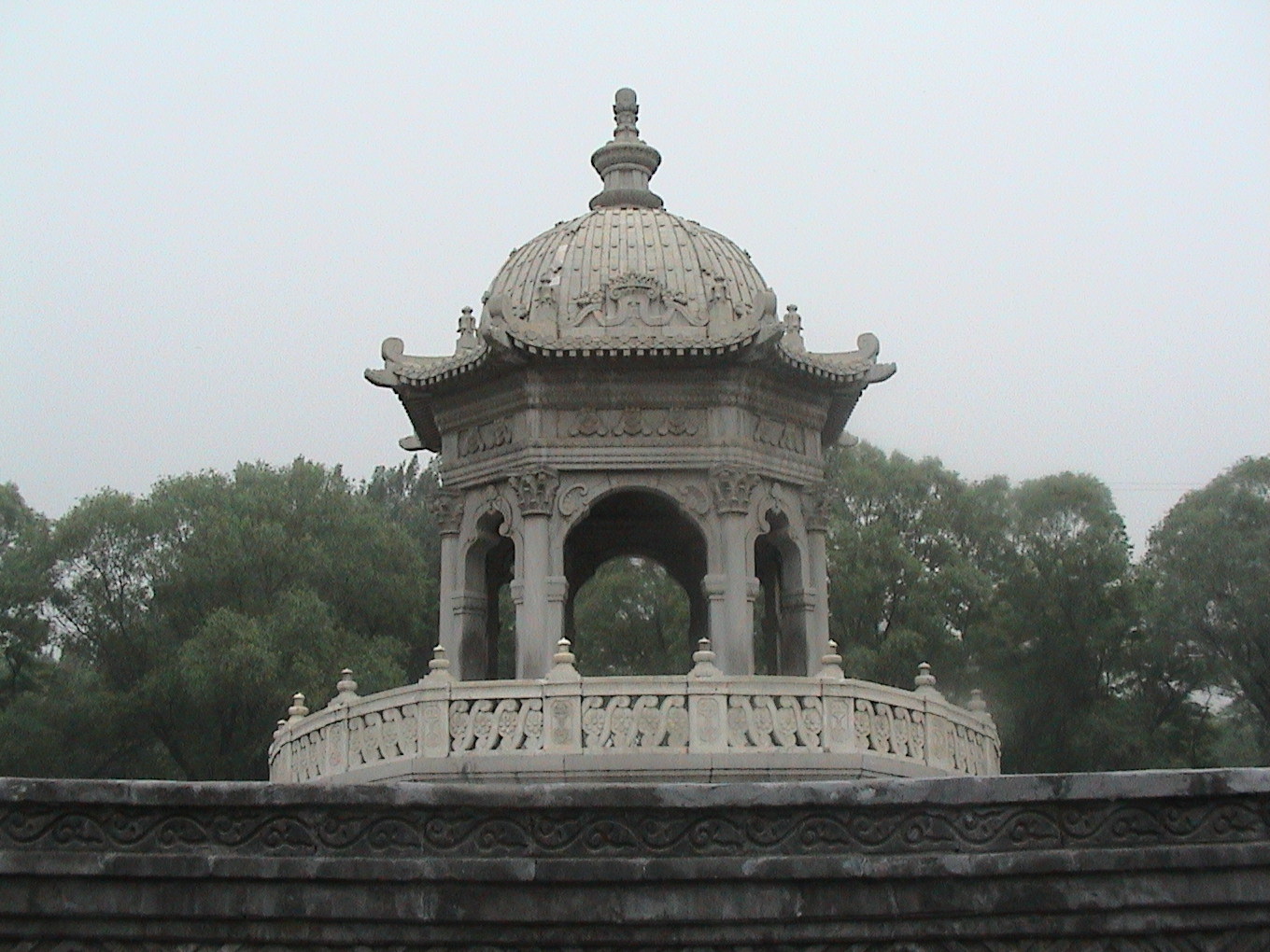
Pawilon będący jedną z nielicznych ocalałych części Yuanmingyuanu

Budowę kompleksu Yuanmingyuan zapoczątkował w 1707 roku cesarz Kangxi jako podarunek dla swojego czwartego syna Yongzhenga, który podczas swojego panowania (1723-1735) znacznie go rozbudował, wznosząc nowe pawilony i lokując wokół koszary gwardii przybocznej. Rozbudowę Yuanmingyuan kontynuował cesarz Qianlong, wznosząc nowe pawilony i poszerzając tereny parkowe. Cała inwestycja została ukończona około 1744 roku. Przy projektowaniu kompleksu brali udział znajdujący się wówczas w Chinach Europejczycy, m.in. Giuseppe Castiglione.

## Wygląd

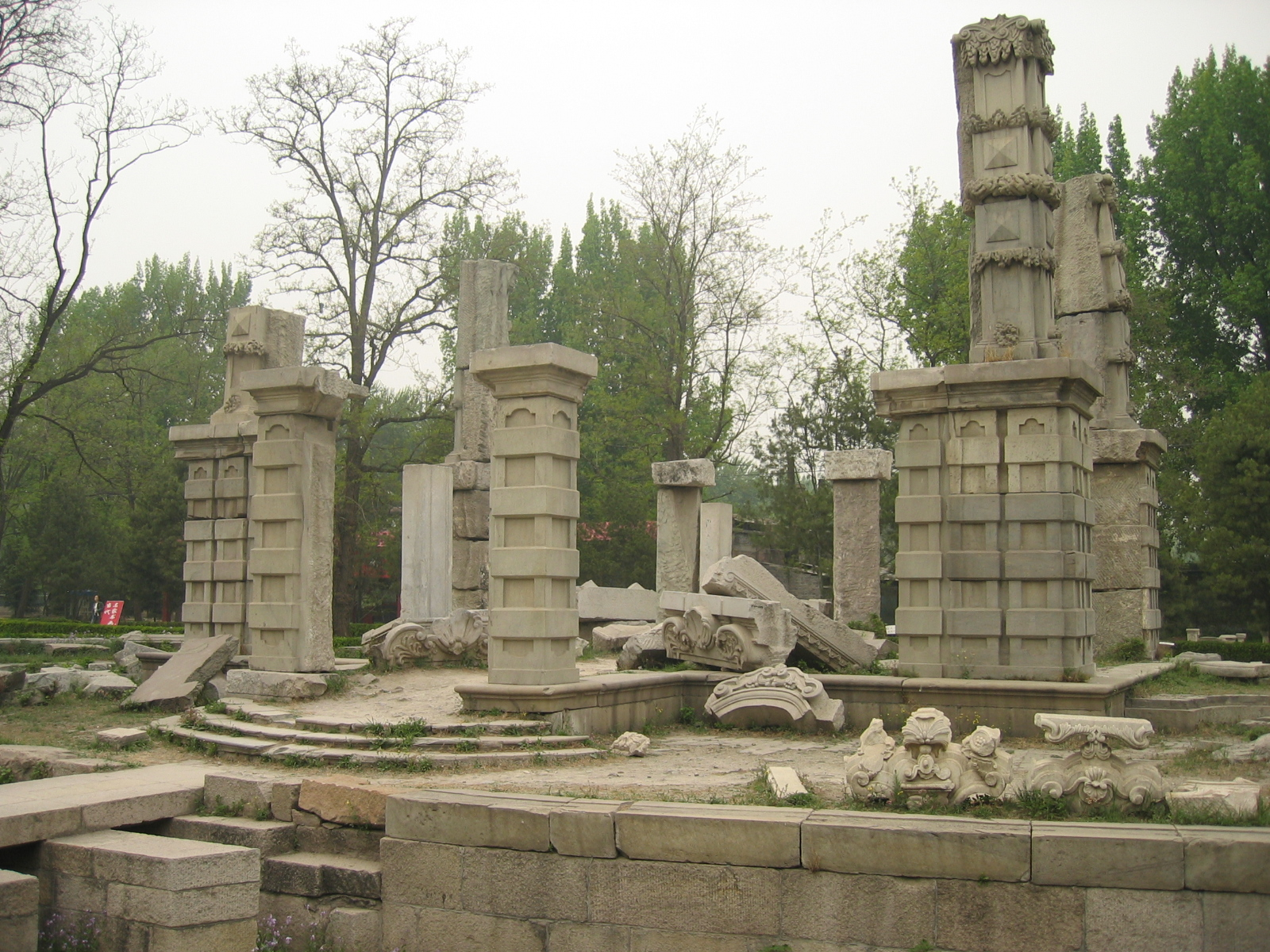
Ruiny jednej z budowli

Odtworzenie w pełni dawnego wyglądu Yuanmingyuanu jest niemożliwe ze względu na ogrom zniszczeń i zaginięcie planów obiektu. Źródłami pozwalającymi poznać pierwotny kształt obiektu są głównie zarysy fundamentów, opisy i nieliczne obrazy lub zdjęcia wykonane przez wojska brytyjskie w 1860 roku.
Yuanmingyuan był połączony ze znajdującym się w sąsiedztwie Ogrodem Wiecznej Wiosny (Changchunyuan). Z Pekinem łączyła go brukowana granitowymi płytami droga. Przed bramą, po obu stronach drogi, znajdowały się pawilony mieszczące urzędy państwowe, akademię cesarską, bibliotekę i skarbiec. Brama była kryta dwuspadowym, obłożonym dachówką dachem. Zdobiła ją tablica z nazwą ogrodu, wypisana przez samego cesarza Kangxi. Do bramy przylegały pawilony-poczekalnie. Za bramą położone były letnie rezydencje książąt i nazywane Wachlarzowymi dwa jeziorka porośnięte lotosami. Nieopodal znajdowała się kilkudziesięciometrowej długości "zasłona duchów", broniąca wstępu złym mocom.

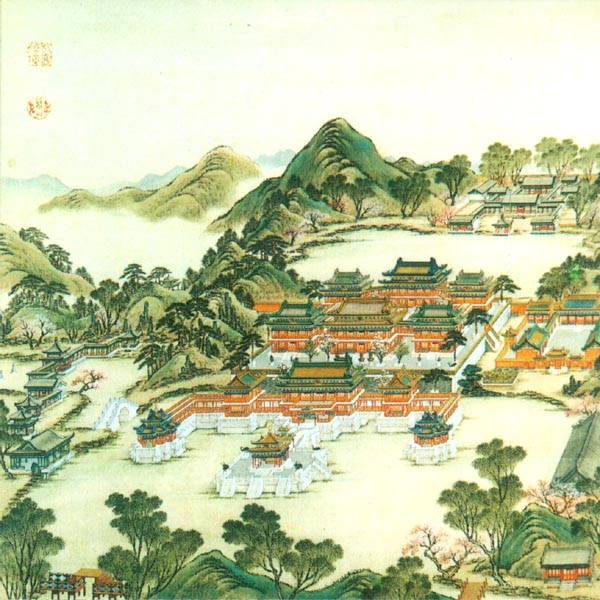
Jeden z historycznych widoków na Yuanmingyuan

Następna część ogrodu oddzielona była fosą, nad którą prowadził kamienny most. Oba jego brzegi porastały wierzby. Za fosą znajdowały się trzy bramy, z których lewa służyła tylko cesarzowi, a pozostałe dwie zwykłym śmiertelnikom. Wiodły one do Pawilonu Wielkiej Wspaniałej Jasności (Zhengdaguangming), gdzie cesarz udzielał audiencji zagranicznym poselstwom. Budynek był konstrukcji kamienno-drewnianej. Kryty dachówką dach pawilonu wspierał się na malowanych na czerwono kolumnach zwieńczonych wyobrażeniami smoków. Z tyłu pawilonu wznosiło się sztuczne wzgórze porośnięte sosnami. Na wschód od tego miejsca wznosił się Pawilon Sumienności w Sprawowaniu Władzy, połączony z poprzednim pawilonem ciągiem ganków i podwórców, gdzie cesarze odbywali spotkania w sprawach państwowych i dyskusje filozoficzne. Na północ od pawilonu znajdowało się Jezioro Przednie z wysepką, na której ulokowane były apartamenty mieszkalne cesarza. Głównym z nich był Pawilon Doskonałej Jasności.

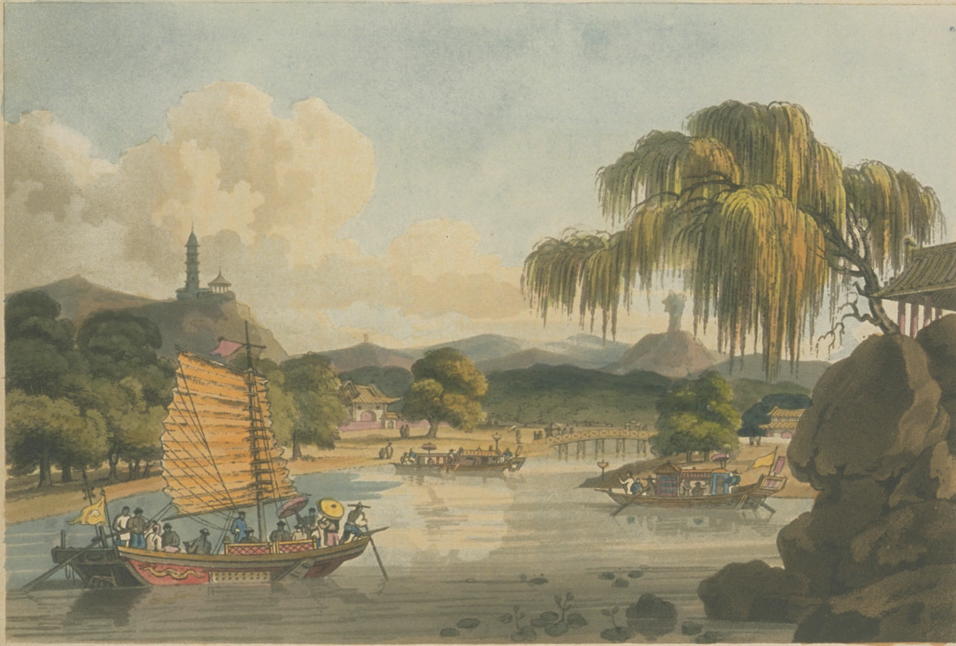
Historyczny widok ogrodu

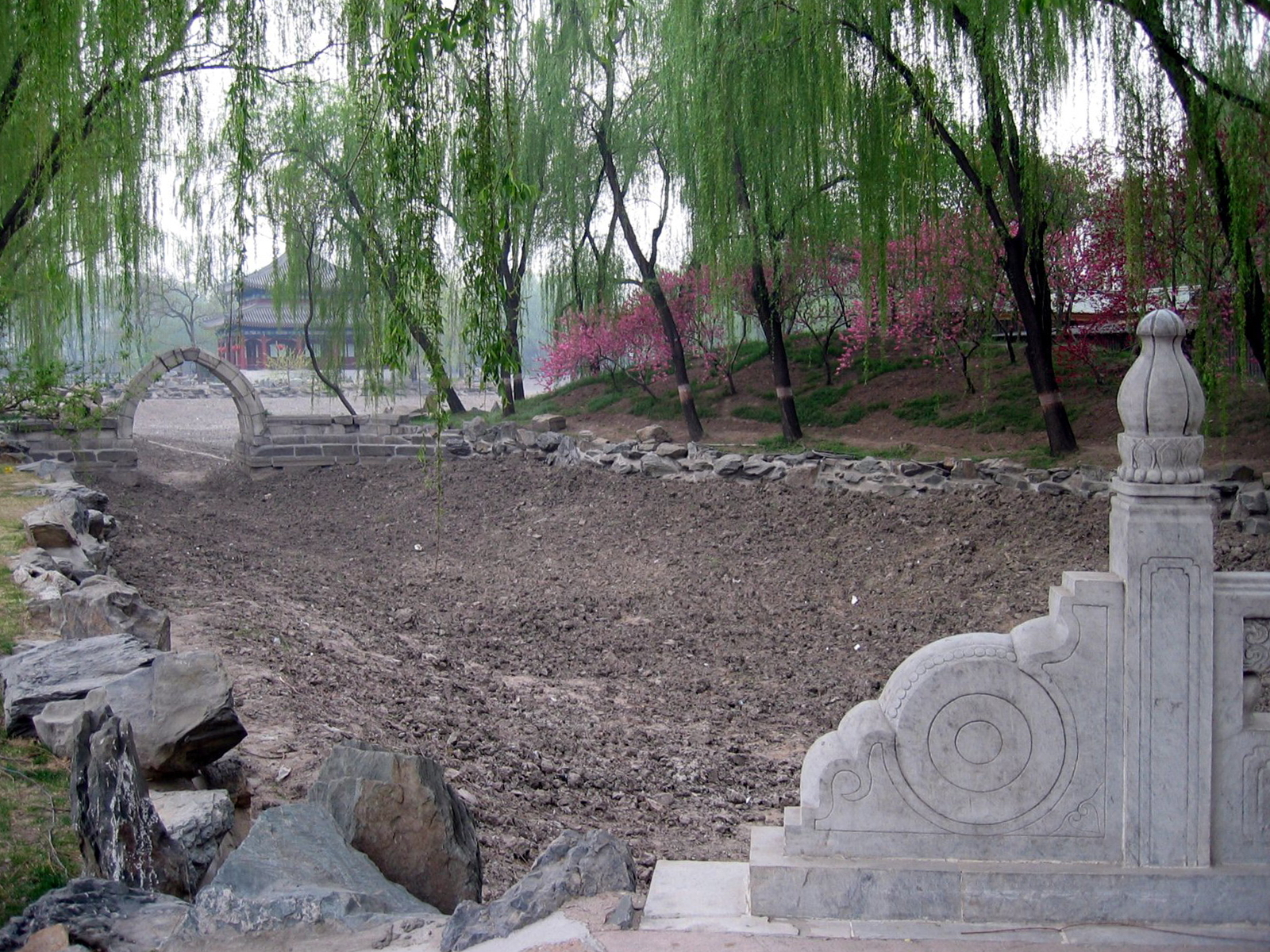
Wyschnięte dno jednej z dawnych sadzawek

W zachodniej części ogrodu znajdował się sztuczny zbiornik wodny, pośrodku którego ulokowany był budynek na planie swastyki o nazwie Dziesięć Tysięcy Miejsc Szczęścia i Harmonii. Nieopodal znajdowało się pole, na którym odbywały się uroczystości państwowe, obchody świąt i pokazy sztucznych ogni. Powyżej tego miejsca mieścił się olbrzymi kompleks stanowiący Sanktuarium Przodków, otoczony podwójnym murem z trzema monumentalnymi bramami pailou. Najokazalszą częścią Sanktuarium był Pałac Pokoju i Pomocy (Anyugong), zbudowany w 1742 przez cesarza Qianlonga za ogromną sumę 600 000 srebrnych taeli. Był to jednocześnie najbardziej monumentalny ze wszystkich budynków Yuanmingyuanu. Pałac otoczony był własnym murem, a do jego wnętrza wiodły wysokie schody z wyobrażeniami smoków. Wewnątrz znajdowały się tabliczki z imionami dawnych cesarzy, przed którymi palono kadzidła.
Na wschód od Sanktuarium Przodków, w północnej części kompleksu, znajdowała się część wypoczynkowa. Znajdowały się tu liczne pagórki i strumienie, a także największy w całym ogrodzie akwen zwany Morzem Szczęśliwym (Fuhai). Na jednej z jego wysepek wybudowane zostało miniaturowe miasto, służące za scenę przedstawieniom teatralnym.

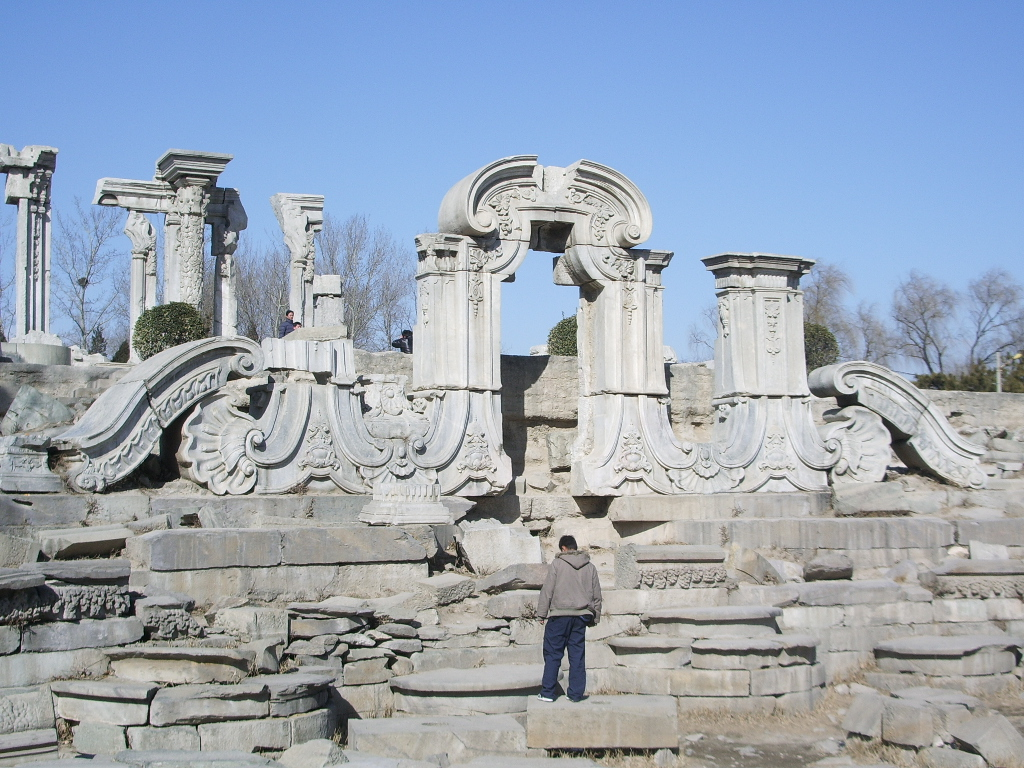
Ruiny "europejskich budowli" Ogrodu Wiecznej Wiosny

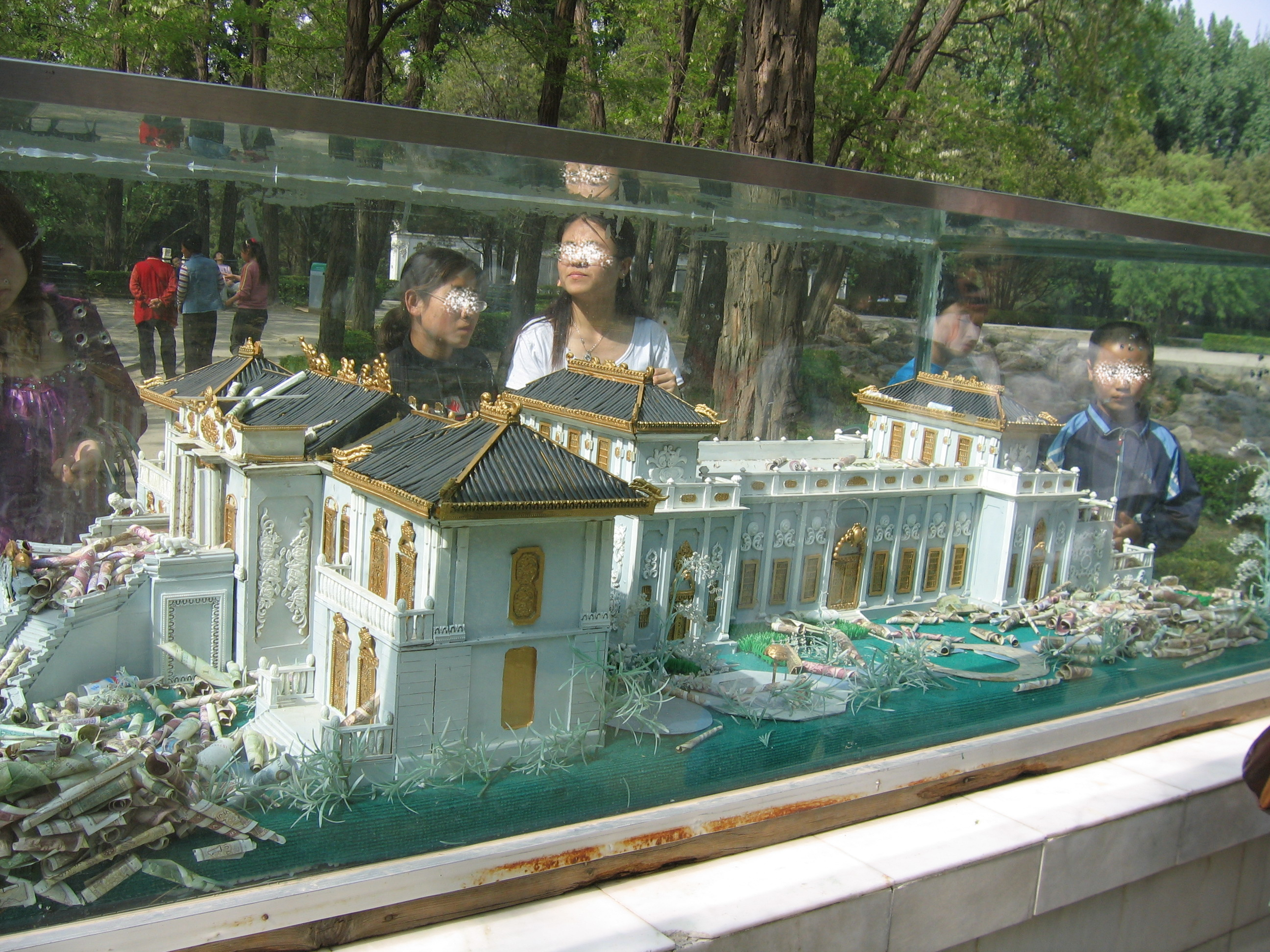
Rekonstrukcja jednego z wielu pałaców

Ogród Wiecznej Wiosny (Changchunyuan), w przeciwieństwie do poprzedniej części kompleksu, posiadał mniej budowli, a większą część jego przestrzeni zajmowały zbiorniki wodne i tereny stylizowane na obszary dzikiej przyrody. Podobnie jak w Yuanmingyuan, za bramą znajdował się pawilon audiencyjny i rezydencja cesarska. Głównym elementem tej części kompleksu nie były jednak rozległe tereny zielone, a znajdujące się na tyłach pałace w stylu "europejskim". Wybudowano je na planie litery F i otoczono podwójnym murem. Na teren pałacowy wchodziło się pomiędzy dwoma wzgórzami, na których znajdowały się wzniesione w stylu rokoko trzykondygnacyjne Pałace Przyjemnej Harmonii. Wzniesione były one na planie litery U, obejmując w swoich ramionach otoczoną balustradą sadzawkę i kompleks fontann. Na północ od tego miejsca znajdowała się wieża ciśnień i otoczony ceglanym murem labirynt. Po północnej stronie labiryntu wznosił się pawilon z mechanicznymi ptakami śpiewającymi. Na teren kompleksu pałaców europejskich wchodziło się przerzuconym przez fosę mostkiem, przy której znajdowała się klatka z ptakami. Za fosą znajdował się jednopiętrowy Belweder (Fangwaiguan), a za nim pięć połączonych korytarzami pawilonów. Na wschód od nich wznosił się Pałac Spokojnych Mórz (Haiyantang), będący w istocie kompleksem kilku pałaców. Do pierwszego z nich wchodziło się szerokimi schodami, w których rozwidleniu znajdowała się sadzawka ozdobiona wyobrażeniami dwunastu zwierząt chińskiego zodiaku, z których każde tryskało wodą o innej godzinie. Północny i południowy fronton budynku ozdabiały kolumny, które spinały tarasowaty dach. Ze skrzydła wschodniego przechodziło się do kompleksu marmurowych tarasów pokrytych fontannami. Za nimi rozciągało się wzgórze widokowe. Pałace Ogrodu Wiecznej Wiosny ozdobione były pochodzącymi z Europy obrazami, meblami i gobelinami. Znajdowały się tu także zegary mechaniczne, maszyny parowe, broń i zabawki mechaniczne.

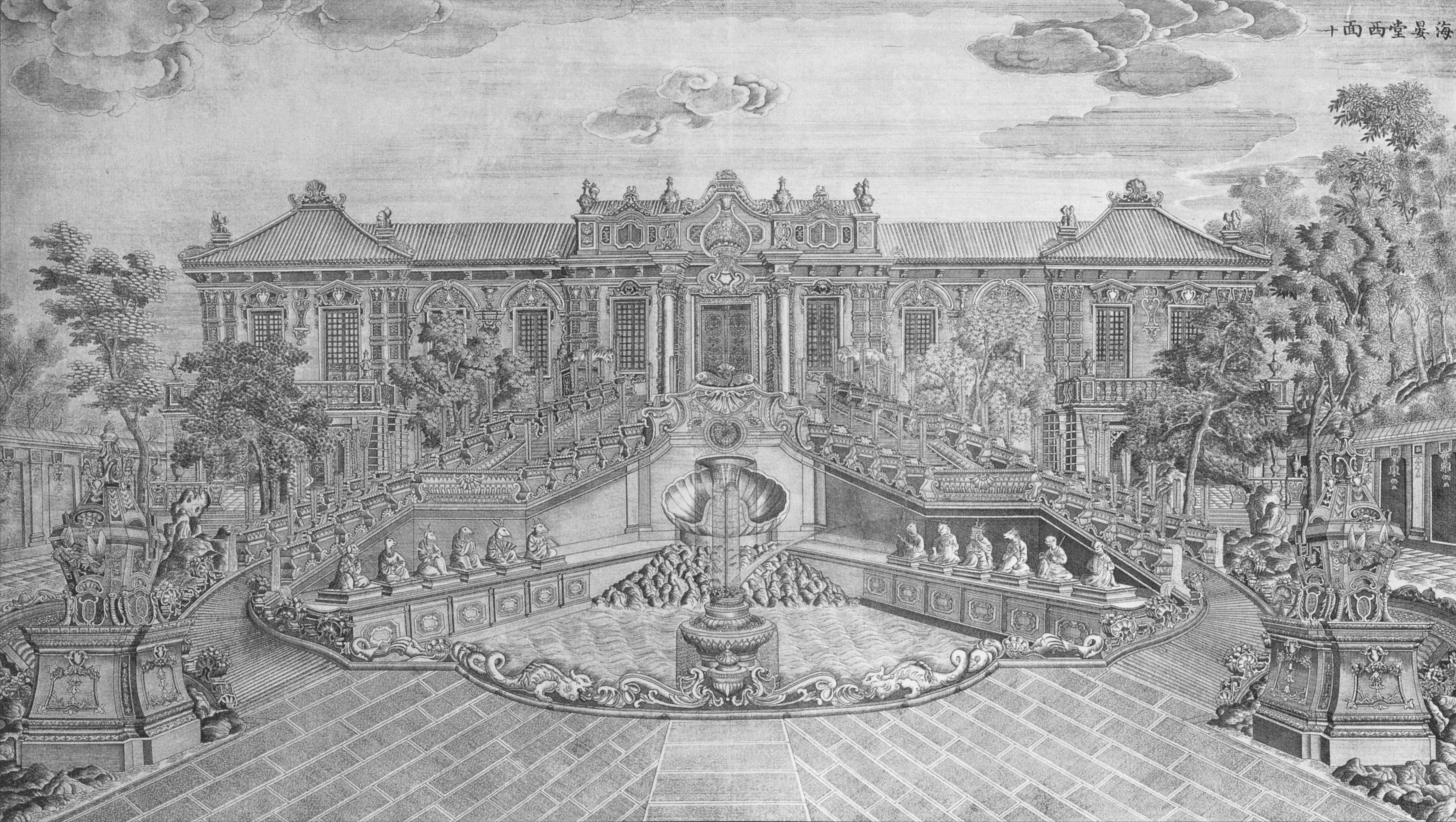
Pałac Haiyantang na dawnym szkicu...

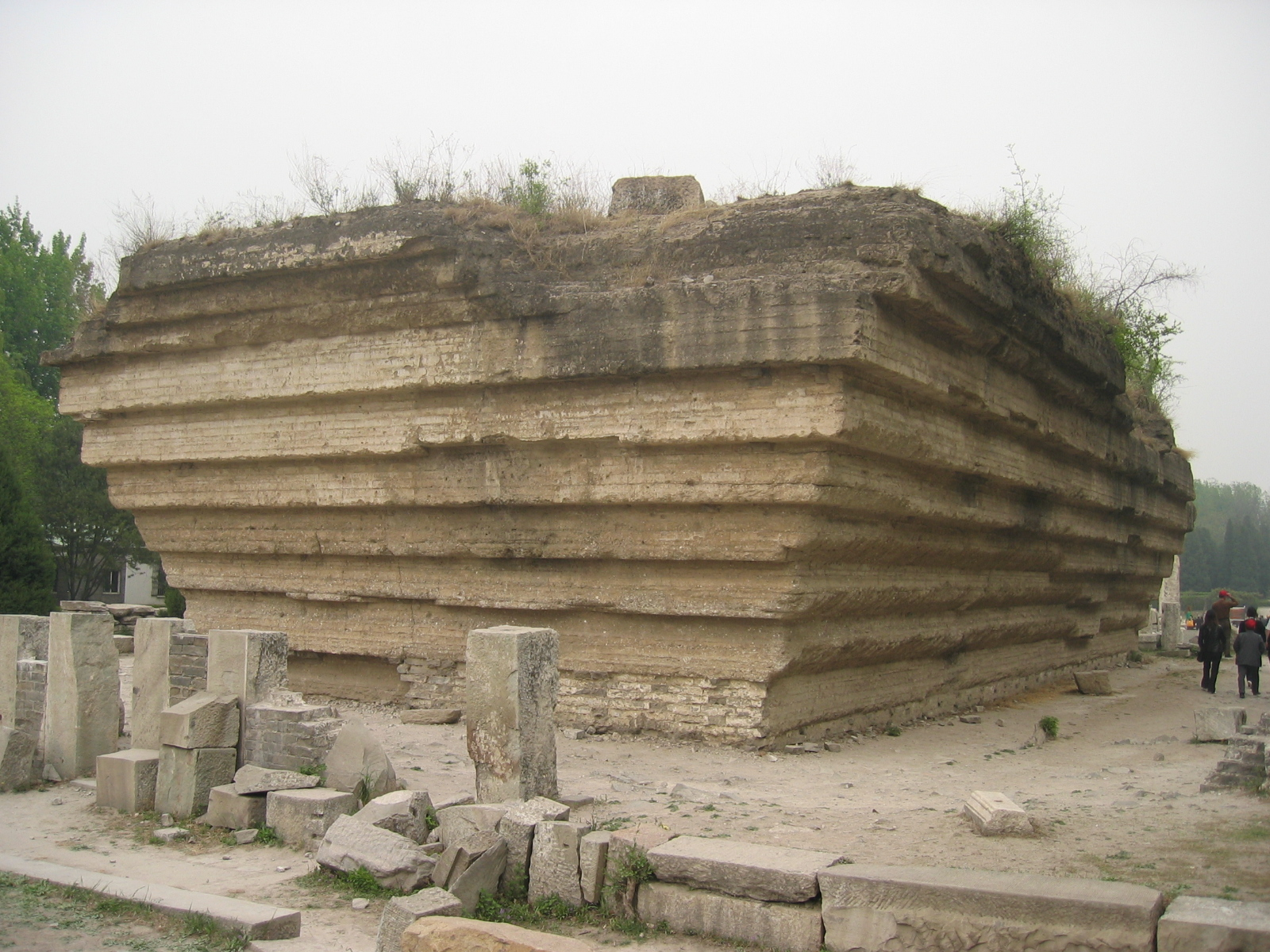
...i jego współczesne ruiny

## Zniszczenie
Olbrzymi kompleks Yuanmingyuan, pięciokrotnie większy od Zakazanego Miasta i ośmiokrotnie większy od Watykanu został doszczętnie zniszczony w wyniku interwencji wojsk francusko-brytyjskich podczas II wojny opiumowej w 1860 roku.
W sierpniu 1860, po zamknięciu pierścienia wojsk wokół Pekinu podczas oblężenia, żołnierze przystąpili do wielodniowego grabienia cesarskiej rezydencji. Cudzoziemscy żołnierze za zgodą dowódców przystąpili do odłupywania z budynków złotych i srebrnych elementów oraz drogocennych kamieni. Ze ścian zrywano kafelki, a w Pawilonie Wielkiej Wspaniałej Jasności, służącym dawniej za miejsce audiencji, żołnierze brytyjscy urządzali pijatyki.

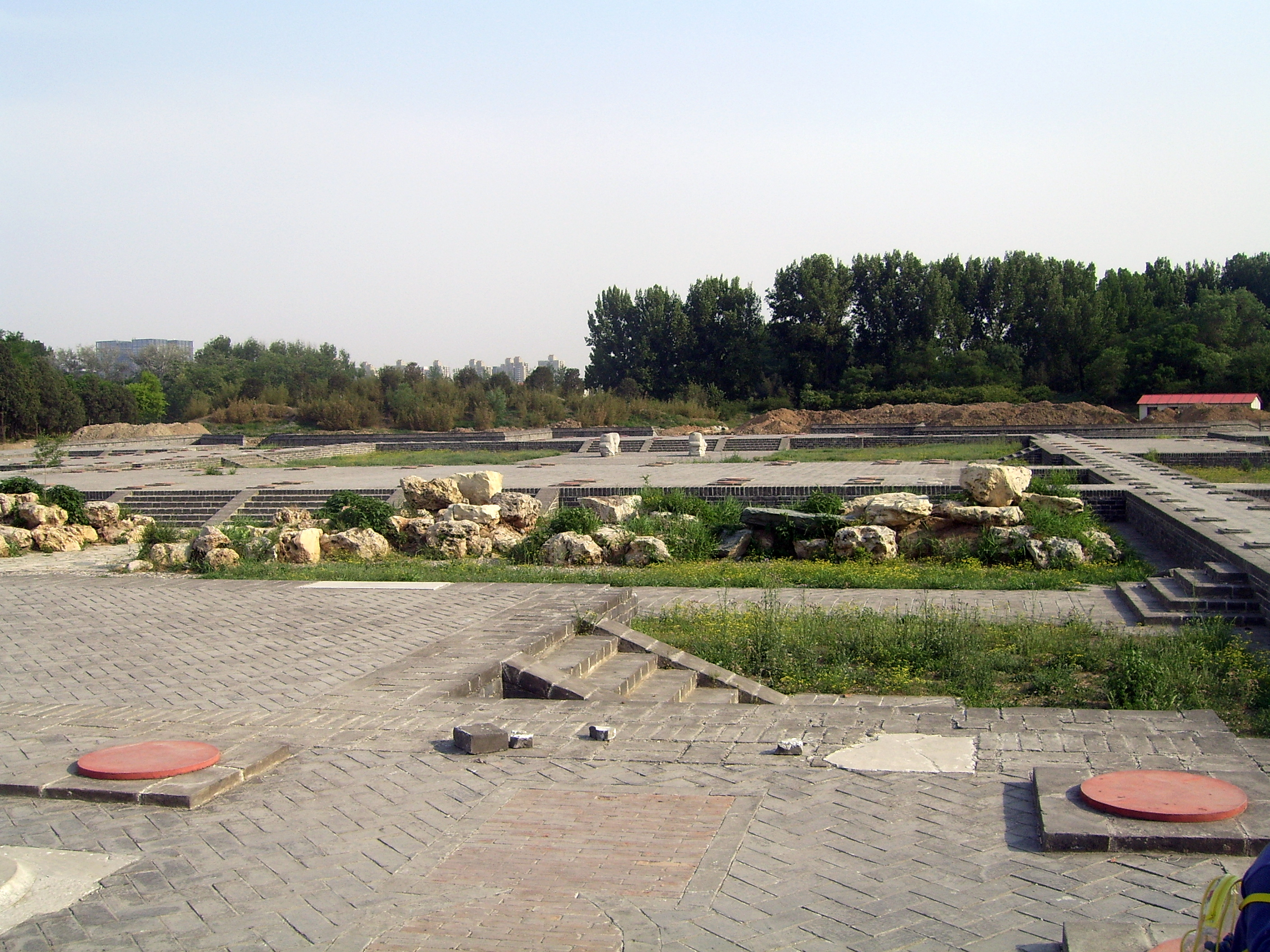
Fundamenty dawnych budowli

Ostateczna zagłada Yuanmingyuan nastąpiła w październiku 1860 r. W miesiącu tym Chińczycy zwolnili wziętych w czasie wojny jeńców europejskich; po zwolnieniu okazało się jednak, że z powodu ran i ciężkich warunków w niewoli przeżyła tylko połowa z nich. Ci którzy przeżyli, opowiadali później o rzekomym zwożeniu jeńców na teren Yuanmingyuan, gdzie mieli być okazywani dworowi. 18 października 1860 brytyjski komisarz w Chinach, lord Elgin, w odwecie za rzekome upokorzenia jeńców, nakazał podłożyć ogień pod Yuanmingyuan. Pożar kompleksu trwał trzy doby. Wstrząśnięty spaleniem Yuanmingyuanu Victor Hugo w liście z 25 października 1861 roku nazwał Anglię i Francję dwoma bandytami.
Z uwagi na opłakany stan cesarskiego skarbca nie podjęto decyzji o odbudowie Yuanmingyuan, a w 1885 roku rozpoczęto budowę nowej, mniejszej letniej rezydencji Yiheyuan.

## Stan obecny
Dzieła sztuki zrabowane przez brytyjskich żołnierzy wywieziono do Europy i rozproszono po muzeach. Część z nich znajduje się w londyńskim Muzeum Wiktorii i Alberta.
Ruiny Yuanmingyuan przez ponad sto lat były nieuporządkowane i zamknięte dla zwiedzających. Okoliczni chłopi wykorzystywali tereny dawnego parku do celów rolniczych. Dopiero w latach 80. XX wieku teren został uprzątnięty, poprowadzono ponownie wodę do wyschniętych zbiorników wodnych, ocalałe fragmenty budynków odrestaurowano i w 1988 roku kompleks został otwarty dla celów turystycznych.
Kilkakrotnie pojawiały się projekty odbudowy Yuanmingyuan, jednak ze względu na bardzo wysokie koszty takiego przedsięwzięcia plany te są mało realne. Ewentualna odbudowa pałacu jest przedmiotem zaciekłych sporów.